# Sikorsky CH-53K King Stallion
Sikorsky CH-53K King Stallion — американский тяжёлый транспортно-грузовой вертолёт, разработанный компанией «Sikorsky Aircraft» в 2015 году.

## Общие сведения

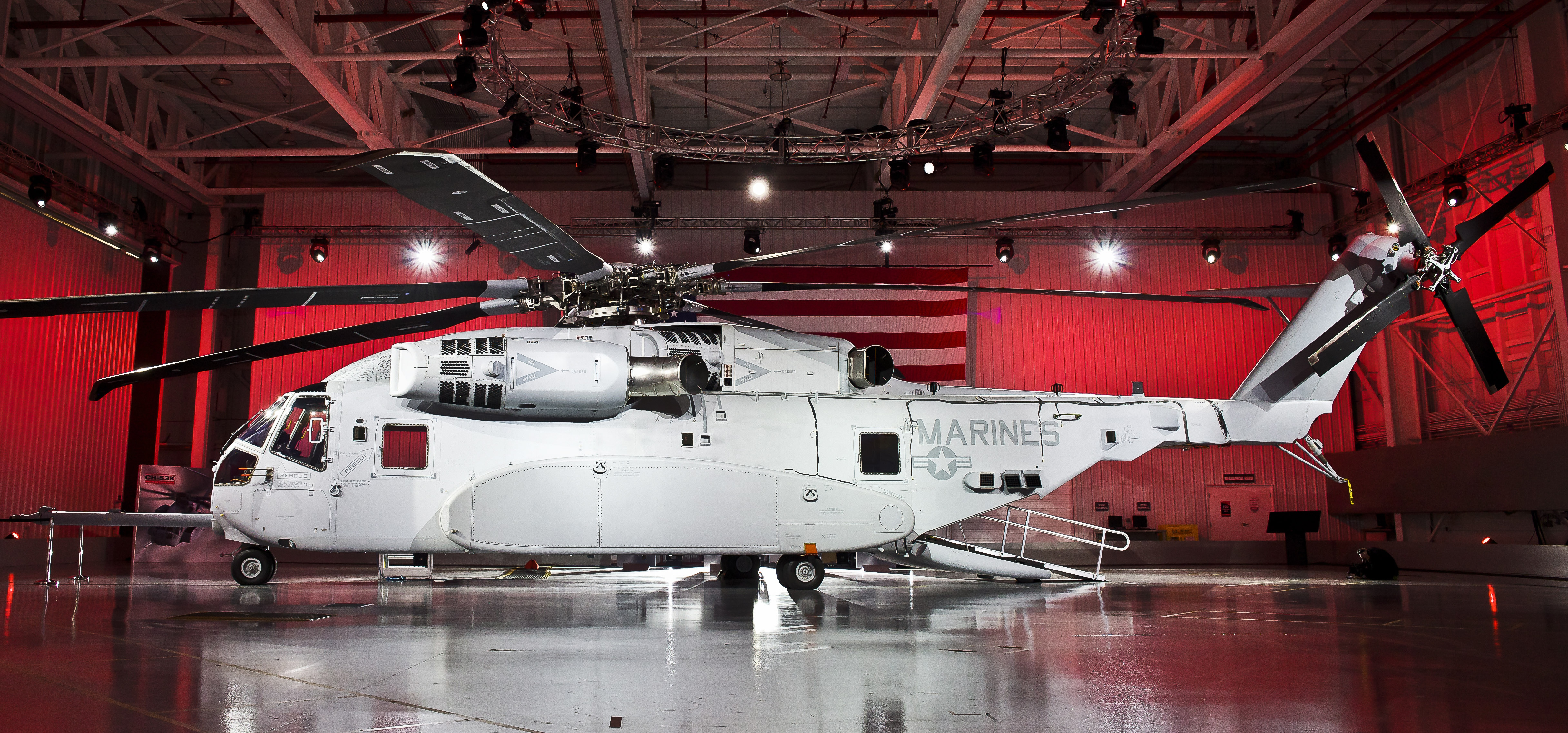
Вертолет Sikorsky CH-53K King Stallion во время церемонии первого представления СМИ в штаб-квартире Sikorsky в Джупитере, Флорида (США), 5 мая 2014 года.

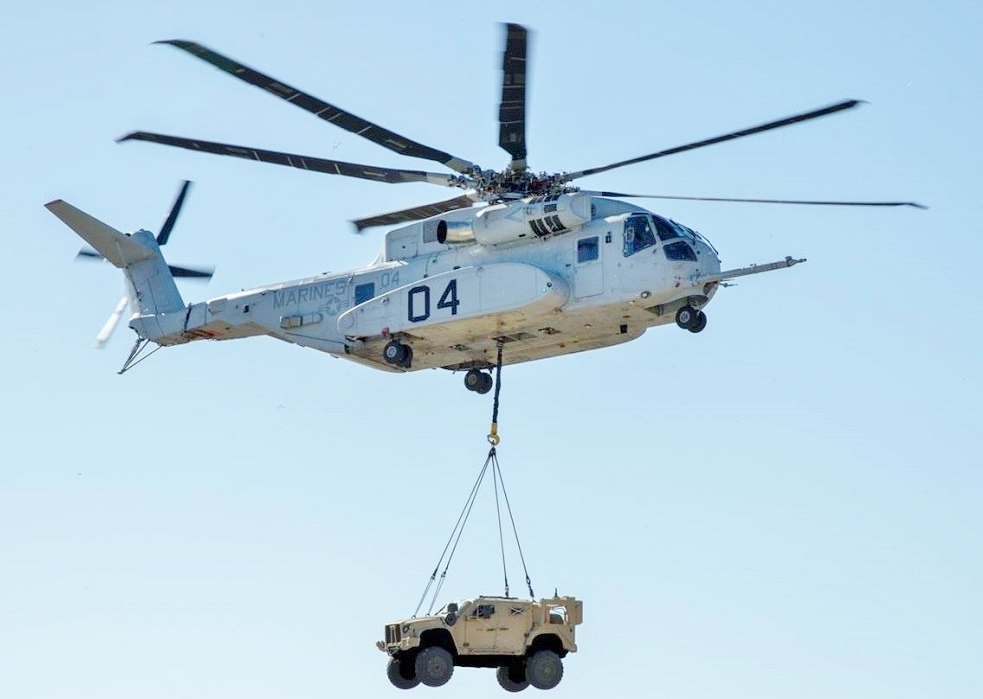
CH-53K King Stallion поднимает легкую тактическую машину Oshkosh L-ATV во время демонстрации

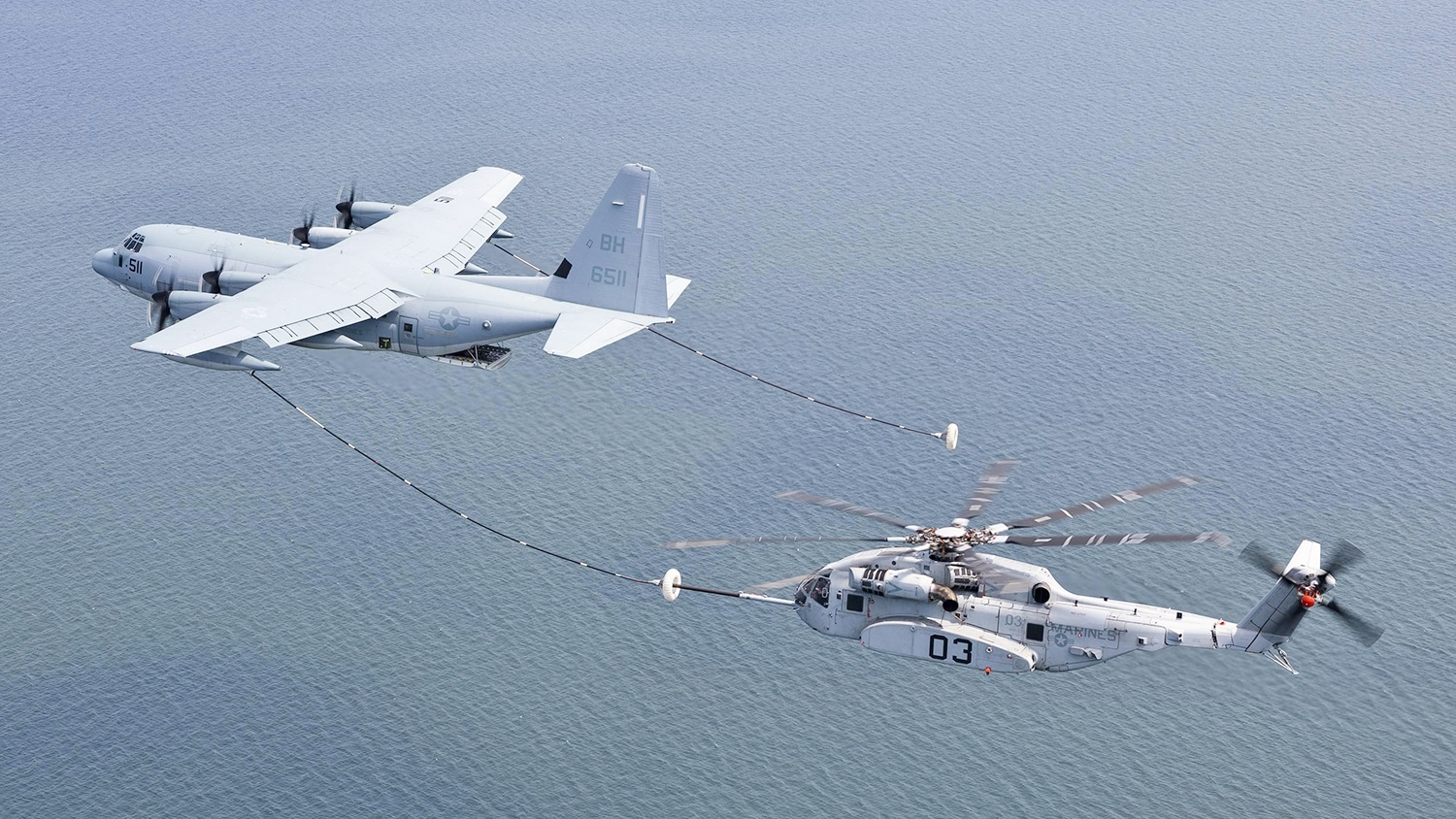
CH-53K King Stallion во время воздушных испытаний с дозаправкой над Чесапикским заливом.

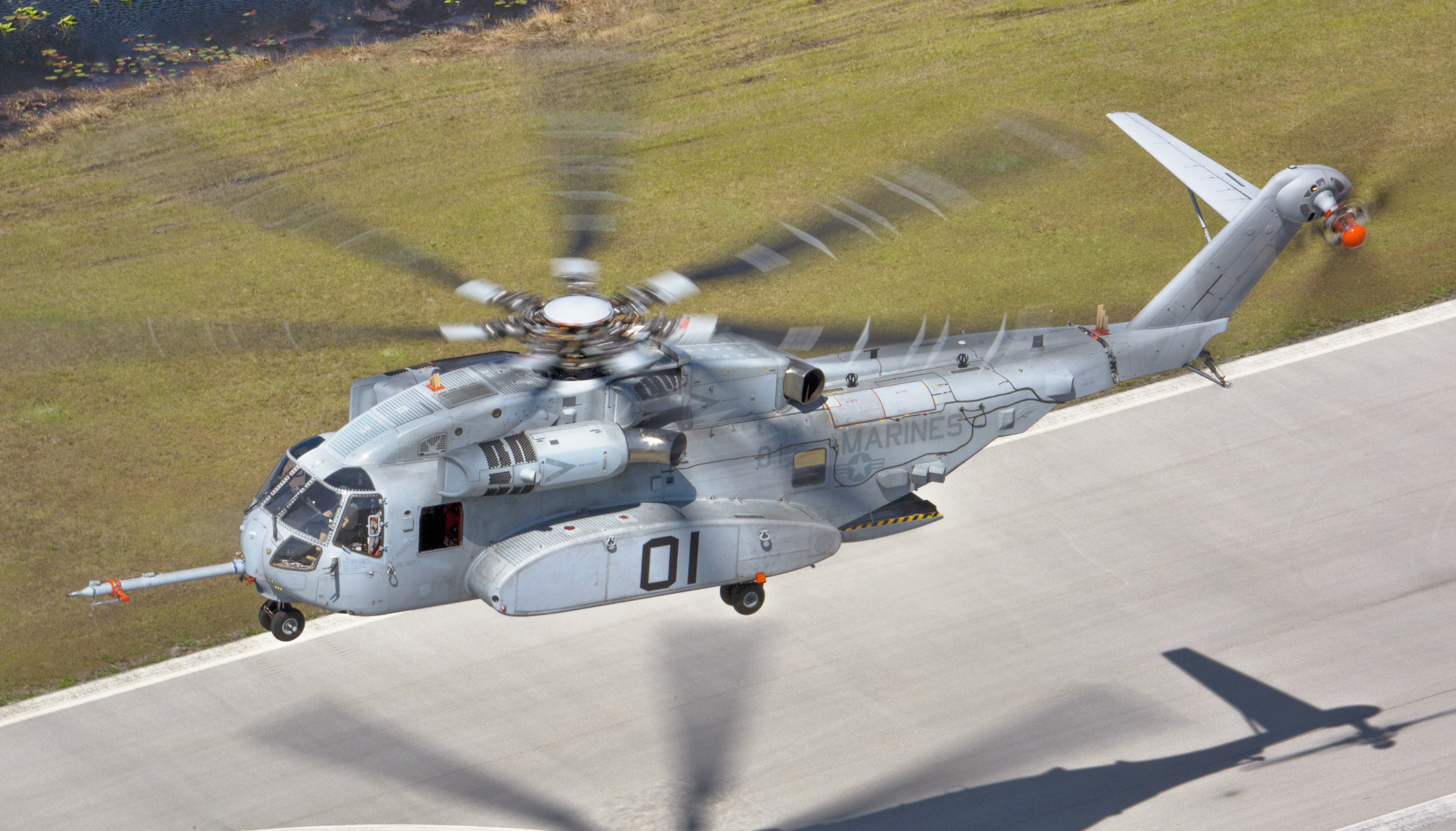
22 марта 2017 года Sikorsky CH-53K King Stallion совершает испытательный полет в Уэст-Палм-Бич, Флорида (США).

Вертолёт CH-53K King Stallion для Корпуса морской пехоты США (КМП США) разработан для замены вертолета Sikorsky CH-53E Super Stallion. На март 2021 года компания «Sikorsky Aircraft» успела запустить серийное производство и получить первые контракты. Поставка готовых машин заказчикам начнется уже в 2021 году.
В 2006 году министерство обороны США выдало компании Sikorsky заказ на проведение проектных работ и последующее строительство нового вертолета. Новый вариант получил официальное обозначение CH-53K, а позже ему присвоили имя King Stallion.
Наземные испытания первого CH-53K начались в январе 2014 года. Первый полет провели 27 октября 2015 года. После этого проводились разносторонние испытания перед передачей заказчику. Параллельно с этим построили еще три опытные машины. В мае 2018 года первый King Stallion отправился в одну из частей КМП для дополнительной проверки и опытной эксплуатации. На этом этапе проект вновь столкнулся с техническими проблемами, результатом чего стали очередные переносы сроков.
Летом 2020 года прошли первые морские испытания, которые проходили на  корабле десантного вертолетного комплекса USS Wasp (LHD). Морские испытания представляли собой серию тестов для оценки характеристик вертолета в море.
В новом вертолете был переработан планер, его основную часть расширили для увеличения доступных объемов. КМП требовал, чтобы в вертолет можно было загнать автомобиль HMMWV. Ширину кабины увеличили на 1 фут, что привело к росту объема на 15%. Были разработаны новые бортовые спонсоны уменьшенной ширины, за счет которых компенсируется рост поперечника фюзеляжа и уменьшается общий габарит машины. Часть металлических деталей планера заменили более легкими композитными аналогами.
Вертолет получил три турбовальных двигателя General Electric T408 с максимальной мощностью 7500 л.с. каждый. Разработаны новый редуктор и улучшенная втулка несущего винта, соответствующие повышенной мощности двигателей. Внедрены новые композитные лопасти несущего винта. Некоторой доработке подверглись рулевой винт и его привод.
Впервые в семействе CH-53 использована так называемая стеклянная кабина с выводом всей информации на многофункциональные дисплеи. Старая проводка управления заменена электродистанционной системой с обратной связью. За счет автоматических систем управления и контроля экипаж сокращен до 4 чел.
CH-53K оснащен современной системой самодиагностики. Система следит за состоянием узлов и агрегатов, а также передает данные наземному комплексу обслуживания. Последний включает элементы искусственного интеллекта, способные делать прогнозы и выдавать рекомендации эксплуатационного характера. Все это упрощает и удешевляет эксплуатацию.
Габариты вертолета в целом остаются прежними, хотя стояночная высота увеличивается с 8,46 до 8,66 м. Максимальный взлетный вес вырос до 39,9 т против 33,3 т у CH-53E.
В кабине устанавливаются сиденья новой конструкции для 30 чел. Возможна погрузка 24 лежачих раненых. Внутри фюзеляжа допускается перевозка грузов максимальной массой до 15,9 тонн. Возможна загрузка поддонов типа 463L и стандартных поддонов КМП. Возможно переоборудование вертолета в заправщик, для этого в грузовой кабине ставится тактическая система дозаправки с тремя баками по 3 куб.м каждый. Максимальная нагрузка на внешней подвеске – 16,3 т на центральном крюке. Дополнительные точки внешней подвески допускают груз до 11,4 тонн.
От предшественника CH-53K отличается повышенными летными характеристиками. Максимальная скорость увеличена с 280 до 310 км/ч. Боевой радиус с номинальной нагрузкой в 12,25 тонн – 200 км. Имеется возможность дозаправки в полете для увеличения дальности.
По планам Пентагона, не позднее сентября 2021 года КМП получит первый вертолет серийного производства. В дальнейшем планируется рост производства, и в 2023 - 2024 гг. завершится переоснащение первой эскадрильи. Производство CH-53K будет продолжаться до конца двадцатых годов.
Согласно отчету, подготовленному по заказу Корпуса морской пехоты, вертолеты Sikorski CH-53k плохо переносят запыление и песок в воздухе. Пребывание в пыльных условиях в течение 21 минуты приводит к снижению мощности двигателей вертолета ниже критической отметки.

## Технические характеристики
Данные могут разнится в зависимости от модификации.
- Экипаж: 4-5 человек
- Вместимость: до 55 человек
- Длина вертолёта: 30,2 м
- Высота вертолёта: 8,46 м.
- Диаметр несущего винта: 24 м.
- Масса пустого вертолёта: 15070 кг.
- Максимальный взлётный вес: 33600 кг.
- Крейсерская скорость: 315 км\ч.
- Максимальная скорость полёта: 345 км\ч.
- Максимальная дальность полёта: 865 км.;
- Максимальная высота полёта: 4900 м.;
- Силовая установка: 3 × General Electric GE38-1B
- Мощность: 3 × 7500 л.с.[5]